# 大阪市立瓜破中学校
大阪市立瓜破中学校（おおさかしりつ うりわりちゅうがっこう）は、大阪府大阪市平野区にある公立中学校。

## 概要
1947年に当時の中河内郡長吉村・瓜破村（いずれも現在の大阪市平野区）が共同で中学校を設置し、翌1948年に瓜破村立中学校（当校）と長吉村立中学校（現在の大阪市立長吉中学校）に分離。この際に村の公会堂へ仮校舎を建設して移転。
1951年、生徒数が増加し仮校舎では対応できなくなってきたことや、大阪金属工業株式会社による航空機製造の為、軍事接収を受けていた敷地が返還されたこともあり、当該敷地（現行位置）内に再移転。
大阪市教育委員会から「帰国した子どもの教育センター校」に指定されている。帰国生徒を対象にした日本語教室を設置している。対象生徒は居住地域の学校に在籍しながら、週数回この学校の日本語教室に通って日本語の指導を受ける。

## 沿革
- 1947年 - 中河内郡長吉村・瓜破村学校組合として、長吉瓜破村立中学校を設置。当時は瓜破小学校への併設。
- 1948年 - 学校組合を解消。瓜破村立中学校を設置。
- 1951年 - 生徒数増加により、瓜破村広狭町37に移転。
- 1955年4月3日 - 瓜破村が大阪市に編入されたことに伴い、大阪市立瓜破中学校と改称。
- 1961年5月2日 - 現在地に移転
- 1974年4月1日 - 大阪市立瓜破西中学校が分離開校。

## 通学区域
- 大阪市立瓜破小学校、大阪市立瓜破東小学校の通学区域。

大阪市平野区 瓜破2・3・5・7丁目、瓜破東、瓜破南1・2丁目。

## 出身者
- 矢野燿大 - 元プロ野球選手。阪神タイガース元監督
- 大谷勇人 -男子円盤投中学1位

## 交通
- 地下鉄谷町線喜連瓜破駅4番出口 南へ約450m。
- 大阪シティバス 瓜破中学校前バス停。